# Remparts de Sainte-Suzanne
Les remparts de Sainte-Suzanne sont un ouvrage défensif situé sur la commune de Sainte-Suzanne, en France.

## Localisation
L'édifice est situé sur la commune du Sainte-Suzanne, dans le département français de la Mayenne. Les remparts sont principalement situés au sud et à l'est du bourg, dominant la vallée de l'Erve.

## Architecture
L'édifice est inscrit au titre des monuments historiques en 1862.